# パフィオペディルム・ミクランサム
パフィオペディルム・ミクランサム Paphiopedilum micranthum は、パフィオペディルム属のラン科植物の一つ。大きな袋状の唇弁を持つピンクの花が特徴。

## 特徴
多年生の、常緑性の草本で、林下の地表に根を下ろす地生ラン。数枚の葉を根出状に出す。葉は長さ6-7cm、線状長楕円形で、表面は暗緑色と白緑色のまだら模様でざらつき、裏面は紫色の斑点が多数、横縞状に並び、荒い毛を密付する。地下に匍匐枝を伸ばし、その先端に新芽を出す。
花茎は単独で生じ、直立して先端に単一の花を着ける。花茎は高さ10cm程度で、白い立毛が一面に生える。
開花期は春。花は径5-7cm、弁質は薄手で柔らかい。背萼片は幅広くて短く、側花弁は半円形で背萼片よりやや大きく、いずれも紫褐色の筋模様が入る。唇弁は桃色で、大きく膨らんで卵形となり、その入り口は狭まって内側に巻き込む。

## 分布と生育環境
中国の雲南省とベトナムとの国境地帯にある狭い地域にのみ自生する。石灰岩地帯の山間の森林の、林下の地上に生育し、表面の落ち葉層に根を張る。

## 利用
洋ランの一つとして栽培される。

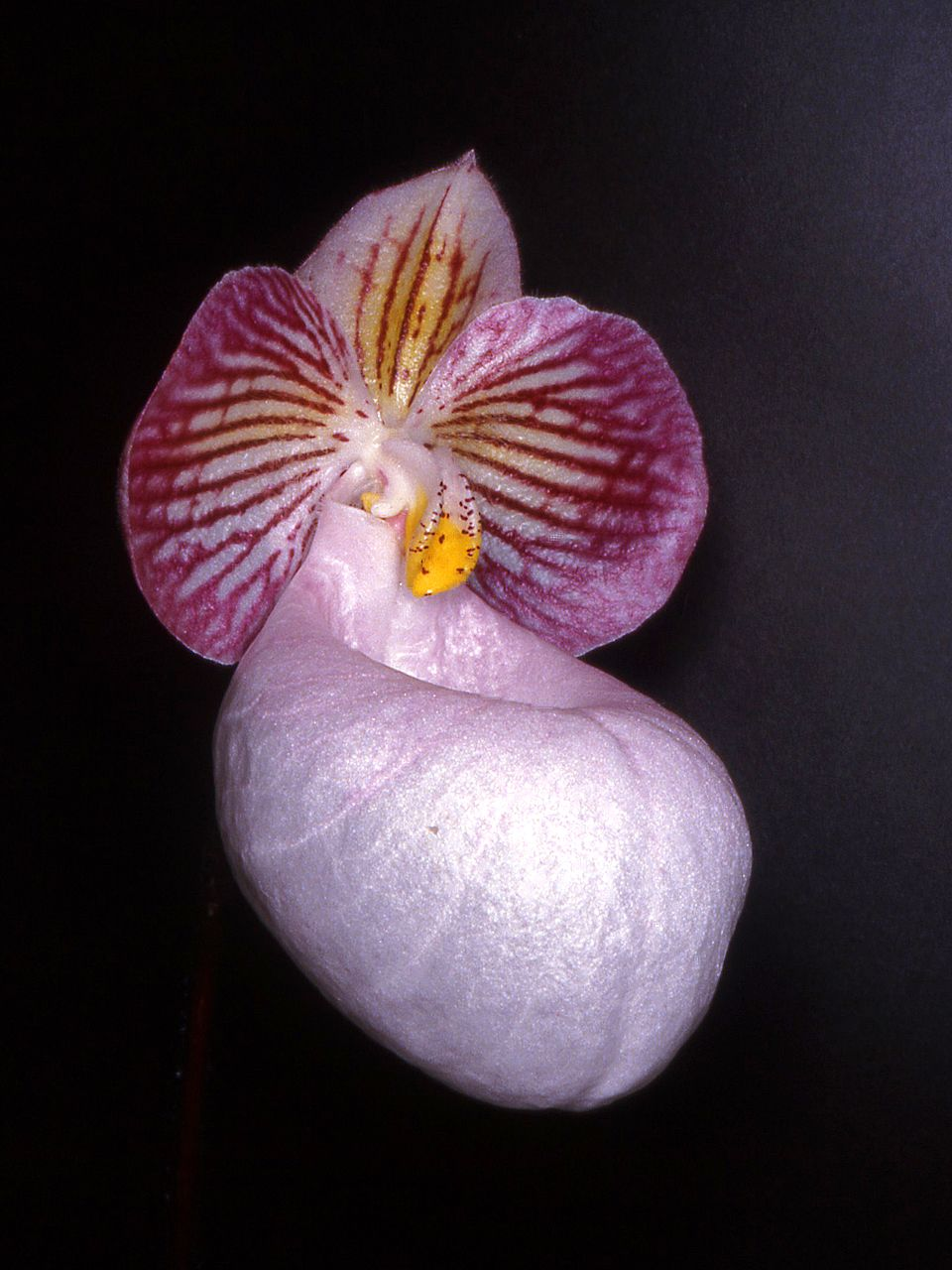
花の拡大

この種が発見されたのは1951年であるが、政情の問題などから世界に知られるようになったのはその30年後である。欧米より先に日本にもたらされ、唐沢はフラグミペディウム・ベッセー P. besseae が発見された1981年に、これと本種を交換したという。それまで本種はアメリカにもたらされていなかった由。
この種の持つ特に大きな膨らんだ唇弁や葉は広くて短い側花弁などの特徴は、それまで知られていた同属の種には珍しい特徴であり、またこの花のピンク色は、同属の原種には他に例がないものである。それだけに珍重され、また交配親としても利用されており、この種の特徴を継いだものが多数作出されている。
栽培の上では、この属の中では耐寒性が強いもので、日本では温室がなくても冬季に屋内に取り込むだけで栽培が可能である。